# Атлас (Гвадалахара)
«Соціальний спортивний клуб Атлас Гвадалахара» (ісп. Club Social y Deportivo Atlas de Guadalajara) — мексиканський футбольний клуб із міста Гвадалахара в штаті Халіско.

## Історія
Заснований  15 серпня 1916 року групою молодих людей, які повернулися до Мексики після навчання в Європі. Названий в честь титана Атласа з давньогрецької міфології. Кольори клубу нагадують про Святого Лаврентія: чорний - це смерть мученика, червоний - пролита кров.
В епоху аматорського футболу п'ять разів ставав чемпіоном західної ліги. «Атлас» - один із засновників професіональної ліги Майор. В сезоні 1950/51 команда перемогла в чемпіонаті Мексики. Найкращим бомбардиром клубу в тому сезоні став Адальберто Лопес (14 голів), а тренував клуб аргентинський фахівець Едуардо Валдатті. По чотири рази вигравали кубок та суперкубок країни. Тричі вибував до другого дивізіону, але через рік повертався в Прімеру.
Двічі клуб брав участь у кубку Лібертадорес і доходив до чвертьфіналу. У 2000 поступився «Палмейрасу», а в 2008 - «Бока Хуніорс».
Футбольна академія «Атласа» - одна з найкращих в країні. Майже в кожному клубові вищого дивізіону Мексики грають її вихованці. Найвідомі з них: Харед Боргетті, Даніель Осорно, Павел Пардо, Освальдо Санчес, Рафаель Маркес, Маріо Мендес, Мігель Сепеда, Хуан Пабло Родрігес, Хорхе Торрес Ніло, Андрес Гуардадо та багато інших.
З 1960 року домашньою ареною став «Халіско», третій за кількістю місць стадіон Мексики (56 173).
Перед початком сезону 2012/13 займає шосту сходинку у зведеній таблиці чемпіонатів Мексики за набраними очками. Четвертий - за кількістю проведених сезонів у вищому дивізіоні (84 сезони; у «Америки» і «Гвадалахари» - по 87, «Атланте» - 85).

## Титули та досягнення

### Аматорська епоха
- Чемпіон західної ліги (5): 1918, 1919, 1920, 1921, 1936
- Віце-чемпіон західної ліги (8): 1922, 1923, 1924, 1927, 1931, 1934, 1935, 1937

### Професіональна епоха
- Чемпіон (1): 1951
- Віце-чемпіон (3): 1949, 1966, 1999(Л)
- Володар кубка (4): 1946, 1950, 1962, 1968
- Фіналіст кубка (1): 1996
- Володар суперкубка (4): 1946, 1950, 1951, 1962

## Найвідоміші гравці
- Едвін Куребо (1948-1954) — нападник, за клуб забив 81 гол.
- Адальберто Лопес (1950-1951) — нападник, в чемпіонаті Мексики забив 196 голів.
- Педро Арайя Торо (1973-1977) — нападник, за збірну Чилі 50 матчів (11 голів).
- Ектор Чумпітас (1975-1977) — захисник, за збірну Перу 105 матчів (3 голи).
- Роберт Сібольді (1989-1992) — воротар, за збірну Уругваю 34 матчі.
- Луїс Флорес (1991-1993) — нападник, за збірну 62 матчі (29 голів).
- Мартін Васкес (1992-1996) — захисник, за збірну США 7 матчів.
- Освальдо Санчес (1993-1996) — воротар, за збірну 99 матчів
- Павел Пардо (1993-1998) — півзахисник, за збірну 148 матчів (11 голів).
- Едуардо Беріццо (1993-1996) — захисник, за збірну Аргентини 13 матчів.
- Харед Боргетті (1994-1996) — нападник, за збірну Мексики 89 матчів (46 голів).
- Даріо Франко (1995-1997) — захисник, за збірну Аргентини 22 матчі (6 голів).
- Рафаель Маркес (1996-1999) — захисник, за збірну Мексики 111 матчів (6 голів).
- Пабло Лавален (1996-2001) — захисник, переможець кубка Лібертадорес 1996.
- Мігель Сепеда (1996-2001) — півзахисник, за збірну 50 матчів (8 голів).
- Даніель Осорно (1997-2007) — півзахисник, за збірну 57 матчів (12 голів).
- Хуан Пабло Родрігес (1997-2003) — півзахисник, за збірну 43 матчі (1 гол).
- Маріо Мендес (1998-2004) — захисник, за збірну Мексики 37 матчів (1 гол).
- Хосе Луїс Кальдерон (2001-2003) — нападник, переможець кубка Лібертадорес 2009.
- Родріго Валенсуела (2002-2004) — півзахисник, за збірну Чилі 17 матчів.
- Уго Айяла (2004-2010) — захисник, за збірну Мексики 6 матчів.
- Андрес Гуардадо (2005-2007) — півзахисник, за збірну 82 матчі (13 голів).
- Хорхе Торрес Ніло (2006-2010) — захисник, за збірну Мексики 23 матчі (1 гол).
- Бруно Маріоні (2007-2009) — нападник, найкращий бомбардир Апертури 2006.
- Мігель Пінто (2011-2012) — воротар, за збірну Чилі 17 матчів.